# LTT 1445
LTT 1445 är en trippelstjärna i den mellersta delen av stjärnbilden Eridanus. Den har en skenbar magnitud av ca 11,22 och kräver ett teleskop för att kunna observeras. Baserat på parallax Gaia Data Release 3 på ca 145,7 mas, beräknas den befinna sig på ett avstånd på ca 22,4 ljusår (ca 6,9 parsek) från solen. 

## Egenskaper
Primärstjärnan LTT 1445 A är en orange till röd dvärgstjärna i huvudserien av spektralklass M2.5, Den har en massa som är ca 0,26 solmassa, en radie som är ca 0,28 solradie och har ca 0,008 gånger solens utstrålning av energi från dess fotosfär vid en effektiv temperatur av ca 3 300 K.

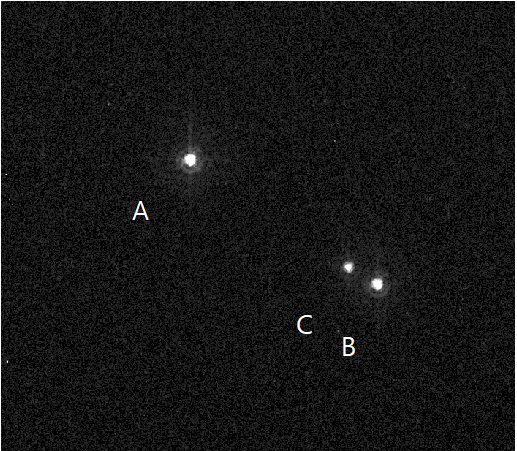
Hubble ACS/HRC-bild som visar alla tre stjärnorna. Övre vänstra är LTT 1445 A och i den nedre högra delen av bilden är LTT 1445 BC-paret.

Alla tre stjärnorna i konstellationen är röda dvärgar, med massa mellan 0,16 och 0,26 solmassa. LTT 1445 A och LTT 1445 BC är separerade med ca 34 astronomiska enheter och kretsar kring varandra med en period på ca 250 år. BC-paret kretsar kring varandra med en period av ca 36 år i en excentrisk bana (e= ~0,5). Inriktningen av de tre stjärnorna och BC-parets kantbana tyder på konstellationens samplanaritet. Förekomsten av en transiterande planet LTT 1445Ab tyder på att alla stjärnorna har banor i ett plan.
TESS-ljuskurvan visade stjärnutbrott och rotationsmodulering på grund av stjärnfläckar, troligen på antingen B- eller C-stjärnan.

## Planetsystem
Exoplaneten LTT 1445 Ab upptäcktes i juni 2019 genom data från Transiting Exoplanet Survey Satellite av astrofysiker vid Harvard Center for Astrophysics. Teamet fick uppföljningsobservationer, inklusive HARPS radialhastighetsmätningar för att avgränsa planetens massa. Planeten kretsar kring en värdstjärna i en stabil bana och har sannolikt en stenig sammansättning. Eftersom den kretsar nära M-dvärgen har den en jämviktstemperatur på 433 ± 27 K. I juli 2021 mättes planetens massa till 2,87 ± 0,25 jordmassor, vilket bekräftar en jordliknande sammansättning.
En andra exoplanet, LTT 1445 Ac, med en 3,12 dygns omloppsperiod, med en massa på 1,54 ± 0,19 jordmassa hittades också. Även om den också passerar stjärnan, gjorde dess mindre storlek den svår att upptäcka före radialhastighetsmätningarna och gör det fortfarande svårt att uppskatta dess exakta storlek. Planeterna kretsar nära en 12:7-omloppsresonans med varandra - Ac kretsar 11,988 gånger för varje 7 omlopp Ab gör - men oscillerar en hel bana bort från en "perfekt" resonans på 104 år.
| Planet | Massa          | Halv storaxel (AE) | Siderisk omloppstid (d) | Excentricitet | Inklination  | Radie             |
| ------ | -------------- | ------------------ | ----------------------- | ------------- | ------------ | ----------------- |
| c      | 1,54 ± 0,19 M🜨 | 0,02661 ± 0,00047  | 3,12390                 | <0,223        | 87,43 ± 0,18 | >1,147 ± 0,054 R🜨 |
| b      | 2,87 ± 0,25 M🜨 | 0,03813 ± 0,00068  | 5,35877                 | <0,110        | 89,68 ± 0,22 | 1,304 ± 0,060 R🜨  |